# Dolicheremaeus elongatus
Dolicheremaeus elongatus är en kvalsterart som beskrevs av Aoki 1967. Dolicheremaeus elongatus ingår i släktet Dolicheremaeus och familjen Tetracondylidae. Inga underarter finns listade i Catalogue of Life.